# Loochooia
Loochooia is een geslacht van weekdieren uit de klasse van de Gastropoda (slakken).

## Soort
- Loochooia hanzawai MacNeil, 1961 †